# Annamária Kinde
Dans le nom hongrois Kinde Annamária, le nom de famille précède le prénom, mais cet article utilise l’ordre habituel en français Annamária Kinde, où le prénom précède le nom.
Annamária Kinde (née le 10 juin 1956 à Oradea – morte le 5 janvier 2014) est une journaliste et poète hongroise de Roumanie. Elle est l'auteur de neuf recueils de poésie, et d'un volume de traduction de poèmes.

## Biographie
Annamária Kinde obtient un diplôme d'ingénieur des forêts à l'université de Brașov. En 1990 elle est rédactrice en chef du journal pour la jeunesse Majomsziget, puis de 1992 à 1996 elle est journaliste au journal hongrois de Roumanie Erdélyi Napló. De 1996 à 2002 elle dirige l'Institut de journalisme Endre Ady d'Oradea (Ady Endre Sajtókollégium). En 2002 elle est rédactrice en chef du journal hongrois d'Arad Nyugati Jelen, et à partir de 2003 elle travaille à la rédaction de l'hebdomadaire Erdélyi Riport.
Elle écrit de la poésie dès son petit jeune âge, cependant son premier recueil poétique, A hiúzok természetéről (« De la nature des lynx »), n'est publié qu'en 1997. La revue littéraire de langue hongroise Látó (« Voyant ») de l'Union des écrivains de Roumanie la récompense en 2001 d'un prix d'excellence (nívódíj), et elle reçoit en 2007 le diplôme d'excellence (kiválósági oklevél) de la ville d'Oradea et en 2011 le prix spécial de l'Union des écrivains de Roumanie.